# Stawek (Wełnin)
Stawek – część wsi Wełnin w Polsce położona w województwie świętokrzyskim, w powiecie buskim, w gminie Solec-Zdrój.
W latach 1975–1998 miejscowość administracyjnie należała do województwa kieleckiego.